# Zdobycie Eretrii
Zdobycie Eretrii – zajęcie miasta Eretria przez Rzymian w roku 198 p.n.e.
W roku 198 p.n.e. flota rzymska dowodzona przez legata Lucjusza Kwinkcjusza Flamininusa popłynęła w kierunku Eretrii na Eubei. Po dopłynięciu do miasta Rzymianie rozpoczęli ostrzał z katapult niszcząc część murów. Miasto broniło się dzielnie, wspierane przez Filoklesa – macedońskiego dowódcę na Euebei, przebywającego w Chalkis. Filokles wyruszył na odsiecz miastu, został jednak pobity. W tej sytuacji obrońcy rozpoczęli rozmowy z Attalosem z Pergamonu, którego prosili o łaskę. W czasie rozmów z pergamończykami Rzymianom udało się wedrzeć do miasta. Obrońcy po uprzednim schronieniu się na Akropolu szybko poddali się. Po wejściu do Eretrii Rzymianie splądrowali miasto. Podobny los spotkał Karystos, gdzie po zapłaceniu okupu Flamininus darował wolność mieszkańcom miasta i 300-osobowej załodze macedońskiej. Pod koniec roku flota sojusznicza odpłynęła na południe.